# Ursus (Warschau)
Ursus ist ein Stadtteil am westlichen Rand der polnischen Hauptstadt Warschau. Im Osten grenzt es an den Stadtteil Włochy und im Norden an den Stadtteil Bemowo. Die Kriminalitätsrate ist die niedrigste in der ganzen Stadt.

## Geschichte
Das Viertel entstand, als der Traktorenhersteller Ursus dort eine Produktionsstätte errichtete. So entstanden viele Herstellungshallen und Bürogebäude, in deren Umgebung sich viele Arbeiter mit ihren Familien niederließen.
Wirtschaftliche Probleme zwangen das Unternehmen, einen großen Teil seiner Produktionsstätten zu verkaufen.

## Wirtschaft
In den verkauften Hallen und Gebäuden richteten sich viele Unternehmen ein, so z. B. die Tischlerei StolMeb, die hochwertige Möbel herstellt, u. a. für einige Hotels in Warschau, aber auch für den Uhrenhersteller Zibi. Im östlichen Teil gibt es ein riesiges Einkaufszentrum.